# H.C. Andersens Barndomshjem
 Ikke at forveksle med H.C. Andersens Hus.
H.C. Andersens Barndomshjem er et mindre museum, der ligger i Munkemøllestræde 3-5, oprindelig Klingenberg 646 i Odense, og udgør et samlet areal på ca. 42 m², som skomagerfamilien med den da toårige H.C. Andersen tilflyttede i maj måned 1807 og beboede frem til 1819.
I H.C. Andersens barndom bestod huset af tre lejligheder. I den første boede H.C. Andersen med sine forældre og i de to øvrige lejligheder boede henholdsvis handskemagersvend Frantz Köcker med familie og i den anden ende af huset hattemagersvend Phillip Schenk og hans kone. Familierne Andersen og Köcker havde fælles forstue som indgang til de to lejligheder.
Da H.C. Andersens far, skomager Hans Andersen, døde i 1816, blev H.C. Andersen og hans mor boende i lejligheden. I 1818 giftede moderen sig igen med en ung skomagersvend Niels Jørgen Gundersen. Cirka et år senere måtte familien dog flytte, da ejeren, den velhavende skomager Christian Huus, døde og hans enke solgte ejendommen på auktion.
Ejendommen Munkemøllestræde 3-5 blev i 1931 af Odense Teater overdraget til Odense Kommune efter at være ført tilbage til sin oprindelige skikkelse.
Barndomshjemmet fungerer som et mindre filialmuseum under hovedmuseet H.C. Andersens Hus. Begge er en del af museumsorganisationen Museum Odense. Udstillingen i barndomshjemmet viser en tilbageført rekonstruktion af familien Andersens og familien Köckers lejlighed.